# Thoracochaeta flaminuta
Thoracochaeta flaminuta är en tvåvingeart som först beskrevs av Marshall 1982.  Thoracochaeta flaminuta ingår i släktet Thoracochaeta och familjen hoppflugor.
Artens utbredningsområde är Florida. Inga underarter finns listade i Catalogue of Life.